# Nicolas Léonard Bagert
Pour les articles homonymes, voir Beker (homonymie).
Nicolas Léonard Bagert, dit Beker, comte de Mons, né le 14 janvier 1770 à Obernai (Bas-Rhin) et mort le 18 novembre 1840 au Château de Mons à Aubiat (Puy-de-Dôme), est un général français de la Révolution et de l’Empire.
Il fut général de division en 1805, comte de l'Empire en 1807 et investi du redoutable honneur, en juillet 1815 d'accompagner l'empereur Napoléon du château de Malmaison à l'île d'Aix.
Son nom peut également s'écrire Baegert comme il est écrit d'ailleurs dans sa ville de naissance Obernai (Bas-Rhin).

## Biographie
Il est le fils de Léonard Bagert, cultivateur, et Françoise Dietrich.
Il entre en service comme simple soldat le 29 décembre 1786, dans le régiment de Languedoc-dragons, il est nommé brigadier le 10 février 1790, et le 18 juin 1792, il se trouve à la prise de la ville de Courtrai. Le 20 septembre 1792, il est à la Bataille de Valmy, et il est promu maréchal des logis le 2 décembre 1792.
Sous-lieutenant le 30 avril 1793 au 6e régiment de hussards, il devient le 29 du même mois aide de camp du général Bonaparte. Adjudant-général chef de bataillon le 18 janvier 1795, il est choisi le mois suivant pour négocier près de Stofflet l'entière pacification des provinces insurgées. Le 13 juin 1795, il est nommé adjudant-général chef de brigade, et il est envoyé à l'armée du Nord, comme chef d'état-major de la division Desjardin.
Après la victoire de Marengo le 14 juin 1800, où le général Desaix a trouvé la mort, il épouse la sœur du général défunt. Il est promu général de brigade le 2 janvier 1801, et il est attaché à la division Grouchy à l'armée du Rhin. En 1802, il prend le commandement du département du Puy-de-Dôme, et le 11 décembre 1803, il est fait chevalier de la Légion d'honneur, puis commandeur de l'ordre le 14 juin 1804.
En 1805, il participe à la campagne d'Autriche, au sein de la Grande Armée, et il est élevé au grade de général de division le 24 décembre 1805, après la bataille d'Austerlitz. En 1806 et en 1807, il fait les campagnes de Prusse et de Pologne. En juin 1808, il est créé comte de l'Empire, et il est mis en congé de réforme le 22 octobre 1808.
Rappelé lors de la campagne d'Allemagne le 23 février 1809, il prend les fonctions de chef d'état-major du 4e corps de la Grande Armée. Napoléon a comblé Beker de ses faveurs, il a également reçu la grand-croix de l'Ordre militaire de Maximilien-Joseph de Bavière. Le 27 juin 1809, pour avoir publiquement critiqué le système militaire suivi par l'Empereur, il est exilé pendant plusieurs années dans le commandement de Belle-Île-en-Mer, et il est mis en congé de réforme le 6 décembre 1811.
Il est rappelé à l'activité le 3 juin 1814, lors de la première restauration.
Fouché sait que Beker a personnellement à se plaindre de l'Empereur : il lui fait donner la commission, par le gouvernement provisoire, de garder Napoléon Ier à la Malmaison, et de le surveiller. C'est par lui que l'Empereur envoie offrir au gouvernement provisoire de marcher comme simple citoyen à la tête des troupes pour, repousser Blücher et continuer aussitôt sa route.
Membre de la chambre des représentants dans les Cent-Jours, il quitte Rochefort après que Napoléon s'est embarqué sur le Bellérophon. Arrêté à Orléans par les Prussiens et conduit à Paris comme prisonnier de guerre, il est mis immédiatement en liberté. On lui offre un commandement qu'il refuse.
Arrêté de nouveau à Poitiers, comme il retourne à son château de Mons, il demeure en surveillance jusqu'à la publication de l'ordonnance du 9 septembre 1816. il devint pair de France en 1819, et il est élevé à la dignité de grand-croix de la Légion d'honneur le 21 mars 1831.
Il meurt à Aubiat en son château de Mons, le 18 novembre 1840.

## Postérité
Son nom est inscrit sur l'Arc de triomphe de l'Étoile, côté Sud.
Son fils unique, Napoléon Beker, filleul de l'Empereur et de l'Impératrice, né peu après son mariage, est officier du corps royal d'état-major. Il meurt le 21 avril 1829. Le général adopte alors le fils de sa sœur, Félix Victor Martha, qui hérite de ses biens et du titre de comte de Mons.
Le cimetière d'Aubiat abrite la sépulture de Beker. Son épouse Antoinette Desaix (1764-1816), sœur aînée du général Desaix repose à ses côtés.
- Félix Victor Martha-Beker est l'auteur d'une biographie du général Desaix rédigée d'après les papiers et les manuscrits rapportés d'Égypte par Desaix (Le Général Desaix. Étude historique, édition Perol, Clermont-Ferrand, 1852).

## Armoiries
| Figure | Blasonnement |
|        | Armes du comte Bagert et de l'Empire Écartelé : au I, du quartier des comtes militaires de l'Empire ; aux II et III, d'or à une tête de cheval coupée de sable ; au IV, d'azur à trois étoiles d'argent posées en pal. |

## Son nom
Nicolas Beker était le fils de Lienhart Bäger et de Francisca Dietrich. Au nom de Baegert, Nicolas fit ajouter – ou on ajouta – celui de Beker qui servait à indiquer la prononciation de ce nom alsacien. Ce nom se prononce « bècre » et non « békeur ».